# Aldoza-1-fosfat nukleotidiltransferaza
Aldoza-1-fosfat nukleotidiltransferaza (EC 2.7.7.37, šećer-1-fosfatna nukleotidiltransferaza, NDPaldoza fosforilaza, glukoza 1-fosfat inozitiltransferaza, NDP šećerna fosforilaza, nukleozid difosfošećerna fosforilaza, šećer fosfatna nukleotidiltransferaza, nukleozid difosfat šećer:orthofosfat nukleotidiltransferaza, šećer nukleotidna fosforilaza, NDP:aldoza-1-fosfat nukleotidiltransferaza) je enzim sa sistematskim imenom NDP:alfa-D-aldoza-1-fosfat nukleotidiltransferaza. Ovaj enzim katalizuje sledeću hemijsku reakciju
NDP + alfa-D-aldoza 1-fosfat {\displaystyle \rightleftharpoons } fosfat + NDP-aldoza
Enzim deluje na više različitih alfa-D-aldoza 1-fosfata i beta-L-aldoza 1-fosfata.

## Literatura
- Nicholas C. Price; Lewis Stevens (1999). Fundamentals of Enzymology: The Cell and Molecular Biology of Catalytic Proteins (Third изд.). USA: Oxford University Press. ISBN 019850229X.
- Eric J. Toone (2006). Advances in Enzymology and Related Areas of Molecular Biology, Protein Evolution (Volume 75 изд.). Wiley-Interscience. ISBN 0471205036.
- Branden C; Tooze J. Introduction to Protein Structure. New York, NY: Garland Publishing. ISBN 0-8153-2305-0.
- Irwin H. Segel. Enzyme Kinetics: Behavior and Analysis of Rapid Equilibrium and Steady-State Enzyme Systems (Book 44 изд.). Wiley Classics Library. ISBN 0471303097.
- William P. Jencks (1987). Catalysis in Chemistry and Enzymology. Dover Publications. ISBN 0486654605.

## Spoljašnje veze
- Aldose-1-phosphate+nucleotidyltransferase на 